# فرناندو أندرادي دوس سانتوس
فرناندو أندرادي دوس سانتوس (8 يناير 1993 في البرازيل – )؛ هو لاعب كرة قدم في مركز المهاجم مع نادي الفيحاء السعودي معار من نادي بورتو البرتغالي .

## وصلات خارجية
- فرناندو أندرادي دوس سانتوس على موقع اتحاد تركيا (لاعب) (الإنجليزية)
- فرناندو أندرادي دوس سانتوس على موقع رابطة كرة القدم اليابانية للمحترفين (اليابانية)
- فرناندو أندرادي دوس سانتوس على موقع قاعدة بيانات كرة القدم.إي يو (الإنجليزية)
- فرناندو أندرادي دوس سانتوس على موقع Soccerway.com (الإنجليزية)
- فرناندو أندرادي دوس سانتوس على موقع عالم كرة القدم.نت (الإنجليزية)